# Kampong Chhnang (distrikt)
Kampong Chhnang är ett distrikt i Kambodja.   Det ligger i provinsen Kampong Chhnang, i den centrala delen av landet, 80 km norr om huvudstaden Phnom Penh. Antalet invånare är 45 354.